# 邵久书
邵久书，北京师范大学化学学院教授。入选中华人民共和国教育部第七批"长江学者"特聘教授、“新世纪百千万人才工程国家级人选”，享受国务院政府特殊津贴。曾就读于南开大学化学系。